# فرشته‌ماهی دم‌چلچله‌ای
فرشته‌ماهی دم‌چلچله‌ای (نام علمی: Genicanthus melanospilos) نام یک گونه از سرده فرشته‌ماهی‌های چنگی است.